# Pio Panfili
Pio Panfili, né à Porto San Giorgio le 5 mai 1723 et mort à Bologne le 17 juin 1812, est un graveur, décorateur et peintre italien.

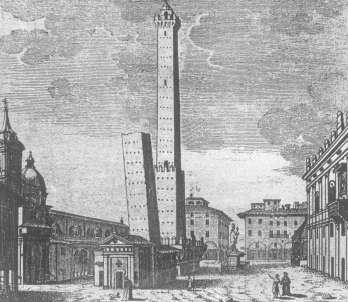
Veduta des tours Asinelli et Garisenda à Bologne, gravure sur bronze (v. 1767).

## Biographie
Pio Panfili est le fils de Giorgio Antonio et Anna Maria Vagnozzi. Après des études de grammaire, il rejoint l'atelier du peintre Natale Ricci où il demeure jusqu’à sa vingtième année.
Pendant cette période, il décore le chœur de l'église des Capucins de Civitanova Alta, fresques aujourd'hui disparues mais notées sur un mémoire par le bibliothécaire Filippo Raffaelli.
Pio Panfili étudie l'architecture à l'Accademia Clementina de Bologne où il est finalement engagé comme enseignant d'architecture.
En 1745 il entre au service de Domenico Bianconi avec lequel il travaille au théâtre de San Severino Marche.
En 1760, il reçoit une commande afin de décorer à fresque la Sala dell'Aquila du Palazzo dei Priori de Fermo. La décoration est terminée en 1762.
En 1767, Pio Panfili est à Bologne où il commence son activité de graveur pour l'éditeur Petronio Della Volpe qui en 1769 lui confie la réalisation des gravures pour les Regole delli Cinque Ordini d'Architettura de Jacopo Barozzi da Vignola.
Entre 1770 et 1796 il grave une série de vedute pour le  « Diario Bolognese Ecclesiastico e Civile », une publication annuelle initiée par l'éditeur Lelio Dalla Volpe et continuée par son fils Petronio. En 1771, il réalise les vignettes, têtes de lettres, finales, portraits de peintres et vedute du  Cloître San Michele in Bosco. Quatre têtes de lettres représentant la Piazza Grande, désormais Piazza del Popolo de Fermo. En 1774 il termine la décoration du grand escalier du couvent des Franciscains  de Montegiorgio. 
En 1782, il réalise les initiales, finales, tête de lettre pour Della Architettura, Della Pittura e Della Statua, di Leon Battista Alberti, en 1786, les gravures pour Trattato della Pittura di Leonardo. En 1787, il reçoit une commande pour la décoration en trompe œil du plafond du Duomo de Fermo, une  série de fausses coupoles.
Pio Panfili réalise d'après une idée de Sebastiano Cavina, une première Raccolta di Cartelle pubblicate per uso della Gioventù Studiosa, avec une anthologie de fragments ornementaux (ornato) (édition posthume en 1831).
En 1800, avec la reprise de l'édition du Diario Bolognese Ecclesiastico e Civile, l'artiste publie une nouvelle veduta de la Piazza Maggiore de Bologna, enfin entre 1804 et 1806, trois vedute sont publiées dans l'almanach Serie dei sovrani e delle Repubbliche di Europa, édité par Ulisse Ramponi.